# Poplar Grove
Poplar Grove és una població dels Estats Units a l'estat d'Illinois. Segons el cens del 2000 tenia 1.368 habitants.

## Demografia
Segons el cens del 2000, Poplar Grove tenia 1.368 habitants, 453 habitatges, i 370 famílies. La densitat de població era de 117,6 habitants/km².
Dels 453 habitatges en un 45,9% hi vivien nens de menys de 18 anys, en un 69,3% hi vivien parelles casades, en un 8,2% dones solteres, i en un 18,3% no eren unitats familiars. En el 13,5% dels habitatges hi vivien persones soles el 6,4% de les quals corresponia a persones de 65 anys o més que vivien soles. El nombre mitjà de persones vivint en cada habitatge era de 3,02 i el nombre mitjà de persones que vivien en cada família era de 3,3.
Per edats la població es repartia de la següent manera: un 33,5% tenia menys de 18 anys, un 7,4% entre 18 i 24, un 29,8% entre 25 i 44, un 21,3% de 45 a 60 i un 8,1% 65 anys o més.
L'edat mediana era de 32 anys. Per cada 100 dones de 18 o més anys hi havia 100,9 homes.
La renda mediana per habitatge era de 56.375 $ i la renda mediana per família de 60.800 $. Els homes tenien una renda mediana de 43.125 $ mentre que les dones 25.982 $. La renda per capita de la població era de 20.493 $. Aproximadament el 3,5% de les famílies i el 4,2% de la població estaven per davall del llindar de pobresa.

## Poblacions més properes
El següent diagrama mostra les poblacions més properes.